# Comuna de Nowe Warpno
Nowe Warpno (polaco: Gmina Nowe Warpno) é uma gminy (comuna) na Polónia, na voivodia de Pomerânia Ocidental e no condado de Policki.
De acordo com os censos de 2005, a comuna tem 1.585 habitantes, com uma densidade 8,0 hab/km².

## Área
Estende-se por uma área de 197,07 km².

## Demografia
Dados de 30 de Junho 2004:
|                      | Total   | Total | Mulheres | Mulheres | Homens  | Homens |
| -------------------- | ------- | ----- | -------- | -------- | ------- | ------ |
|                      | pessoas | %     | pessoas  | %        | pessoas | %      |
| População            | 1585    | 100   | 838      | 52,9     | 747     | 47,1   |
| Densidade (pop./km²) | 8       | 100   | 4,3      | 4,3      | 3,8     | 3,8    |

De acordo com dados de 2002, o rendimento médio per capita ascendia a 2169,45 zł.